# 廃墟都市の復活
『廃墟都市の復活』（はいきょとしのふっかつ、原題：A Darkling Plain）はフィリップ・リーヴが2006年に移動都市シリーズ("Hungry City Chronicles") の第2作として発表し、Scholastic Limited, London より刊行されたSF小説である。
Hungry City Chronicles は4作からなり、第1作『移動都市』（"Mortal Engines" 2001年）、第2作 『掠奪都市の黄金』（"Predator's Gold" 2003年）、第3作 『氷上都市の秘宝』（"Infernal Devices" 2005年）、第4作 『廃墟都市の復活』（"A Darkling Plain" 2006年）が刊行されている。 
日本では東京創元社（創元SF文庫）より 『掠奪都市の黄金』（日本語訳：安野玲）（ISBN 9784488723026）として2007年12月に出版された。なおScholastic Limited, London 版のカバー画にはデイヴィッド・フランクランド（David Frankland）のイラスト、東京創元社版には後藤啓介のイラストがそれぞれ使用されている。

## 登場人物
トマス・ナッツワーシー（トム）
元ロンドンの史学ギルド見習い。ロンドン壊滅後、飛行船 『ジェニー・ハニヴァー』号のパイロットとなった。
ヘスター・ショウ
顔に傷跡のある少女。『ジェニー・ハニヴァー』号 のパイロット。トムの恋人。
ニムロッド・B・ペニーロイヤル
探検家、作家、史学家。水上リゾート都市ブライトン出身。
フレイア・ラスムッセン
移動交易都市アンカレジの辺境伯。
スミュー
フレイアの侍従。
セーレン・スカビオウス
アンカレジの大機関師。操舵委員を兼ねる。
ウィンドリーン・パイ
アンカレジの操舵委員。
アーキューク
アンカレジの港務局員。
サスヤ
反移動都市同盟内の過激な組織 『グリーン・ストーム』 の司令官。
ドクター・ポップジョイ
元 ロンドンの工学士。
アナ・ファン
反移動都市同盟の指導者の一人。故人。飛行船 『ジェニー・ハニヴァー』 号の前船長。
サディアス・ヴァレンタイン
ロンドンの史学ギルド長。冒険家。故人。
ウィッジェリ・ブリンコウ
巨大移動都市アルハンゲリスク住人。オールドテク専門骨董商兼情報屋。
ピョートル・マーズガルド
アルハンゲリスク総統の息子。武装強襲組織の頭領。
コール
盗賊集団 『ロスト・ボーイ』 のメンバー。
スキューア
盗賊集団 『ロスト・ボーイ』 のメンバー。
ガーグル
盗賊集団 『ロスト・ボーイ』 のメンバー。
アンクル
盗賊集団 『ロスト・ボーイ』 のリーダー。水没した水上掠奪都市グリムズビーを独自の技術で復活させた。
ラス
盗賊集団 『ロスト・ボーイ』 の古株メンバー。“アンクルの右手”。